# Chanzy
Chanzy – francuski krążownik pancerny z końca XIX wieku, typu Amiral Charner.
Krążownik wyposażony był w 16 kotłów parowych  Belleville i dwie maszyny parowe potrójnego rozprężania (z tłokami poziomymi). Okręt uzbrojony był w dwie armaty okrętowe kalibru 194 mm L/45 Mle 1887 w wieżach na dziobie i rufie, sześć armat kalibru 138 mm L/45 Mle 1887 lub 1891 w wieżach po 3 w każdej burcie, cztery armaty dziewięciofuntowe (65 mm), cztery armaty trzyfuntowe (47 mm), sześć armat rewolwerowych 1-funtowych (37 mm) i cztery wyrzutnie torped kal. 450 mm.
20 maja 1907 roku "Chanzy" wszedł we mgle na mieliznę koło wysp Zhoushan na południe od Szanghaju na wodach chińskich. Po fiasku prób ratowania okrętu, został 30 maja porzucony i opuszczony przez załogę.